# Liste der Stadtoberhäupter von Posen
Eine Liste der Stadtoberhäupter von Posen:

## Stadtpräsident Posen
1815–1818: Czarnowski
1818–1825: Brown

## Oberbürgermeister Posen

### Großherzogtum Posen
1825–1831: Johann Ludwig Tatzler
1832–1835: Karl Behm
1835–1871: Eugen Naumann

### Preußische Provinz Posen
1871–1883: Hermann Kohleis (1825–1883)
1883–1884: Jaroslaw Herse (1837–1909) (vertretungsweise)
1884–1885: Hugo Kaatz (vertretungsweise)
1885–1891: Waldemar Mueller (1851–1924)
1891–1892: Albert Cäsar Kalkowski (1856–1921)
1892–1904: Richard Witting (1856–1923)
1904–1918: Ernst Wilms (1866–1936)
1918–1919: Jarogniew Drwęski (1875–1921)

### Zweite Polnische Republik
1919–1921: Jarogniew Drwęski
1921–1922: Mikołaj Kiedacz
1922–1934: Cyryl Ratajski
1934–1937: Erwin Więckowski
1937–1938: Tadeusz Ruge
1938–1939: Stanisław Celichowski
1939–9999: Cyryl Ratajski

### Reichsgau Posen/Wartheland
1939–1945: Gerhard Scheffler (1894–1977)

## Polizeipräsidenten Posen
1848–1851: Ernst Karl Adrian von Motz (1805–1858)
1851–1861: Edmund von Baerensprung (1816–1868)
1862–1886: N.N.
1887–1890: Paul Bienko (1845–1909)
1897–0000: Hans von Hellmann (1857–1917)
1898–1907: N.N.
1908–1911: Ernst von Heyking (1862–1940)
1912–1920: N.N.
1939–1943: Erasmus Freiherr von Malsen-Ponickau (1895–1956)
1943–1945: Max Montua (1886–1945)